# Esterlipid

Esterbindungen in einem Triacylglycerid

Esterbindungen in einer Phosphatidsäure

Ein Esterlipid ist ein Lipid, dessen unpolaren Seitenketten über eine Esterbindung kovalent gebunden sind.

## Eigenschaften
Esterlipide sind die am häufigsten vorkommende natürliche Form bei den Neutralfetten und den Membranlipiden. Im Gegensatz zu Esterlipiden sind bei Etherlipiden die Seitenketten über eine Etherbindung verknüpft, während bei den Sphingolipiden eine Amidbindung der unpolaren Seitenketten besteht. Zu den Esterlipiden gehören die die Triacylglyceride, die Phosphatidsäurederivate wie Phosphatidylethanolamin, Phosphatidylserin und Phosphatidylcholin, die Glycoglycerolipide (wie Digalactosyldiacylglycerole in Pflanzen und Seminolipid in Spermatozoen) und die Sphingolipide. Als Botenstoff wird das Glycerophospholipid Phosphatidylinositol-4,5-bisphosphat verwendet.